# PBZ Zagreb Indoors
PBZ Zagreb Indoors minden év január–februárjában férfiak számára megrendezett tenisztorna Zágrábban. Az ATP 250 Series tornák közé tartozik, összdíjazása 398 250 euró.
A mérkőzéseket fedett, kemény borítású pályákon játsszák 1996 óta. 1998 és 2005 között nem rendezték meg.

## Győztesek

### Egyéni
| Év   | Győztes              | Ellenfél a döntőben | Eredmény a döntőben |
| ---- | -------------------- | ------------------- | ------------------- |
| 1996 | Goran Ivanišević     | Cédric Pioline      | 3–6, 6–3, 6–2       |
| 1997 | Goran Ivanišević     | Greg Rusedski       | 7–6, 4–6, 7–6       |
| 2006 | Ivan Ljubičić        | Stefan Koubek       | 6–3, 6–4            |
| 2007 | Márkosz Pagdatísz    | Ivan Ljubičić       | 7–6(4), 4–6, 6–4    |
| 2008 | Szerhij Sztahovszkij | Ivan Ljubičić       | 7–5, 6–4            |
| 2009 | Marin Čilić          | Mario Ančić         | 6–3, 6–4            |
| 2010 | Marin Čilić          | Michael Berrer      | 6–4, 6–7(5), 6–3    |
| 2011 | Ivan Dodig           | Michael Berrer      | 6–3, 6–4            |
| 2012 | Mihail Juzsnij       | Lukáš Lacko         | 6–2, 6–3            |
| 2013 | Marin Čilić          | Jürgen Melzer       | 6–3, 6–1            |

### Páros
| Év   | Győztesek                         | Ellenfelek a döntőben              | Eredmény            |
| ---- | --------------------------------- | ---------------------------------- | ------------------- |
| 1996 | Libor Pimek Menno Oosting         | Martin Damm Hendrik Jan Davids     | 6–3, 7–6            |
| 1997 | Saša Hiršzon Goran Ivanišević     | Mark Keil Brent Haygarth           | 6–4, 6–3            |
| 2006 | Jaroslav Levinský Michal Mertiňák | Davide Sanguinetti Andreas Seppi   | 7–6(6), 6–1         |
| 2007 | Michael Kohlmann Alexander Waske  | František Čermák Jaroslav Levinský | 7–6(5), 4–6, [10–5] |
| 2008 | Paul Hanley Jordan Kerr           | Christopher Kas Rogier Wassen      | 6–3, 3–6, [10–8]    |
| 2009 | Martin Damm Robert Lindstedt      | Christopher Kas Rogier Wassen      | 6–4, 6–3            |
| 2010 | Jürgen Melzer Philipp Petzschner  | Arnaud Clément Olivier Rochus      | 3–6, 6–3, [10–8]    |
| 2011 | Dick Norman Horia Tecău           | Marcel Granollers Marc López       | 6–3, 6–4            |
| 2012 | Márkosz Pagdatísz Mihail Juzsnij  | Ivan Dodig Mate Pavić              | 6–2, 6–2            |
| 2013 | Julian Knowle Filip Polášek       | Ivan Dodig Mate Pavić              | 6–3, 6–3            |